# Light of Dawn
Light of Dawn è il secondo album in studio del gruppo musicale heavy metal tedesco Unisonic, pubblicato nel 2014 dall'etichetta Ear Music.

## Il disco
Il disco è uscito a seguito dell'EP For the Kingdom del qual contiene la title track. Lo stile musicale è un misto di heavy classico e power metal melodico, a tratti simile a quello proposto dagli Helloween negli album Keeper of the Seven Keys - Part I e Part II.

Per la promozione dell'album è stato girato un video della canzone Exceptional e la band si è esibita in una serie di date dal vivo assieme agli Edguy.
Il disco è uscito in CD, in versione standard e deluxe, e in box set, a tiratura limitata, composto da un doppio CD e da un 7" in vinile; nelle edizioni speciali l'album contiene una bonus track. Il secondo CD del cofanetto è costituito da tracce provenienti da demo realizzati in precedenza ma ancora inediti e il 7" include la versione karaoke della traccia Exceptional e il live della canzone We Rise, tratta dall'album di esordio.

## Tracce
Testi e musiche di Unisonic, in collaborazione con Sandro Giampietro per le tracce 8 e 11.
1. Venite 2.0 (strumentale) – 1:31
2. Your Time Has Come – 5:03
3. Exceptional – 5:02
4. For the Kingdom – 4:54
5. Not Gonna Take Anymore – 4:27
6. Night of the Long Knives – 5:03
7. Find Shelter – 5:05
8. Blood – 4:46
9. When the Deed Is Done – 5:06
10. Throne of the Dawn – 4:51
11. Manhunter – 3:37
12. You and I – 5:20

Traccia bonus edizione deluxe e cofanetto
1. Judgement Day – 4:50

### Bonus CD nel box set
The Early Demos
1. Souls Alive – 5:12
2. I've Tried – 5:15
3. Cry Out Loud – 4:19
4. The Other Side – 3:36
5. No One Ever Sees Me – 6:22

### 7" nel box set
Lato A
- Exceptional (Karaoke Version) - 5:02

Lato B
- We Rise (Live 2012) - 4:27

## Formazione
Membri del gruppo
- Michael Kiske - voce
- Kai Hansen - chitarra
- Mandy Meyer - chitarra
- Dennis Ward - basso
- Kosta Zafiriou - batteria

Membro aggiuntivo
- Günter Werno - tastiera